# Hermann Agathon Niemeyer
Hermann Agathon Niemeyer, född den 5 januari 1802 i Halle, död där den 6 december 1851, var en protestantisk teolog, yngste son till August Hermann Niemeyer.
Niemeyer habiliterade sig 1825 i Halle och kallades 1826 som extra ordinarie professor i teologi till Jena, men återvände redan 1829 som professor och direktor för de Franckeska stiftelserna till Halle. På denna post inlade han genom grundandet av den högre dotterskolan liksom genom reorganisationen av pedagogin stora förtjänster. År 1848 tillhörde han den preussiska nationalförsamlingen.